# Yamato (ferry)
Pour les articles homonymes, voir Yamato.
Le Yamato (やまと, Yamato) est un ferry de la compagnie japonaise Hankyu Ferry. Construit entre 2019 et 2020 aux chantiers Mitsubishi Heavy Industries de Shimonoseki, il navigue depuis juin 2020 sur les liaisons reliant Kobe à Kitakyūshū, au nord-est de l'île de Kyūshū.

## Histoire

### Origines et construction
Au début des années 2010, la compagnie Hankyu Ferry envisage le remplacement des unités de sa flotte par des navires neufs. Après les sister-ships Izumi et Hibiki qui remplacent dès 2015 les anciens Ferry Settsu et Ferry Suou sur la ligne reliant Ōsaka à Kitakyūshū, l'armateur japonais commence à réfléchir à la mise en service d'une nouvelle paire qui supplanterait cette fois-ci les jumeaux Yamato et Tsukushi entre Kobe et Kitakyūshū.
Baptisés Settsu et Yamato, ils présentent caractéristiques voisines de celles de leurs prédécesseurs avec notamment des dimensions identiques. Leur capacité est cependant augmentée par rapport à celle des précédents navires avec 663 passagers, 188 véhicules particuliers et 277 unités de fret. Au niveau des aménagements intérieurs, si la variété et la disposition des locaux publics est sensiblement la même qu'à bord de l‘Izumi et du Hibiki, le nombre et la répartition des cabines est quelque peu modifiée. Sur le plan technique, ils sont équipés d'un appareil propulsif plus performant leur permettant d'atteindre des vitesses de 23 nœuds malgré une puissance moindre. En prévision des nouvelles normes environnementales devant entrer en vigueur pour l'année 2020, leurs cheminées sont prévues pour être équipées d'un dispositif d'épuration des fumées afin de réduire les émissions de soufre.
Commandé en 2018 aux chantiers Mitsubishi Heavy Industries, le Yamato est mis sur cale à Shimonoseki vers la fin de l'année 2019 et lancé le 10 janvier 2020. Après six mois et demi de finitions, il est livré à Hankyu Ferry le 24 juin 2020.

### Service
Le Yamato est mis en service le 30 juin 2020 entre Kobe et Kitakyūshū. Il remplace sur cette ligne le ferry Tsukushi. Il rejoint son sister-ship le Settsu, inauguré au mois de mars.

## Aménagements
Le Yamato possède 9 ponts. Si le navire s'étend en réalité sur 11 ponts, deux d'entre eux sont inexistants au niveau des garages afin de permettre au navire de transporter du fret. Les locaux passagers occupent les ponts 5, 6 et 7 tandis que l'équipage loge à l'avant du pont 7, et l'arrière du pont 6. Les garages se situent sur les ponts 1, 2, 3, 4 ainsi qu'à l'arrière du pont 5.

### Locaux communs
Les aménagements du Yamato se composent essentiellement d'un restaurant situé au pont 6 au milieu du navire ainsi que d'un fumoir dans un petit salon à l'avant, des promenades intérieures, une grande terrasse extérieure sur le pont 7 et des installations dédiées au divertissement sur le pont 5 telles qu'un karaoké, une salle d'arcade et une salle de jeux pour enfants. Le navire est également équipé sur le pont 7 de deux bains publics traditionnels japonais avec vue sur la mer (appelés sentō), l'un pour les hommes à tribord, l'autre pour les femmes à bâbord, ainsi qu'une une boutique sur le pont 5.

### Cabines
À bord du Yamato, les cabines sont situées à l'avant des ponts 5, 6 et 7. Ainsi, le navire est équipé de deux suites Royales d'une capacité de deux personnes, deux suites classiques à deux, 48 cabines Deluxe individuelles, 33 cabines Deluxe à trois de style occidental et six de style japonais et 21 à quatre de style occidental. Le navire comporte aussi dix dortoirs de style occidental et deux dortoirs de style japonais d'une capacité de 14 personnes.

## Caractéristiques
Le Yamato mesure 195 mètres de long pour 29,60 mètres de large, son tonnage est de 16 292 UMS (le tonnage des car-ferries japonais étant défini sur des critères différents, il atteint en réalité les 36 206 UMS). Il peut embarquer 663 passagers et possède un spacieux garage pouvant embarquer 277 remorques et 188 véhicules. Le garage est accessible par l'arrière au moyen d'une porte rampe axiale mais aussi par l'avant. La propulsion du Yamato est assurée par deux moteurs diesel Wärtsilä 14V31 développant une puissance de 17 080 kW entrainant deux hélices à pas variables faisant filer le bâtiment à une vitesse de 23,5 nœuds. Il est aussi doté de deux propulseurs d'étrave, deux propulseurs arrières ainsi qu'un stabilisateur anti-roulis. Les dispositifs de sécurité sont essentiellement composés de radeaux de sauvetage mais aussi d'une embarcation semi-rigide de secours. Le navire est également équipé d'un scrubber, dispositif d'épuration de fumée, visant à réduire ses émissions de soufre.

## Lignes desservies
Depuis sa mise en service, le Yamato est affecté principalement à la liaison entre Kobe et Kitakyūshū qu'il effectue en traversée de nuit.